# Скворцов, Борис Васильевич
Борис Васильевич Скворцов (27 января 1896 — 25 июня 1980) — русский, затем бразильский ботаник и альголог (диатомолог).

## Биография
Родился в Варшаве в семье Василия Александровича Скворцова 27 января 1896 года. Вскоре семья уехала в Харбин, где Борис учился в школе и заинтересовался изучением флоры. Окончив школу в 1914 году, поступил на естественнонаучное отделение физико-математического факультета Санкт-Петербургского университета. Во время учёбы в университете неоднократно возвращался в Харбин, собрал коллекцию водорослей бассейна Сунгари. Опубликовал ряд работ по флоре водорослей Азиатской России.
В Петербурге познакомился с Н. И. Вавиловым и Л. С. Бергом, вёл активную переписку с ними. В 1917 году Б. В. Скворцов вернулся в Харбин, где стал преподавать, также работая на Маньчжурское сельскохозяйственное общество, Харбинское общество натуралистов и этнографов.
Б. В. Скворцов был женат на Зиновии Петровне, в семье родилось трое детей — дочери Татьяна и Ольга, эмигрировавшие в Бразилию, и сын Александр. Татьяна Скворцова-Сендульски — работала ботаником в Ботаническом институте Сан-Паулу.
В 1962 году Борис Скворцов, к этому времени профессор Харбинской академии лесничества и сотрудник Института лесничества Китайской академии наук, эмигрировал в Сан-Паулу и стал сотрудником Ботанического института. Здесь он занялся исследованиями жгутиконосцев. Он описал более 1000 новых видов из 150 родов.
Скончался в Сан-Паулу 25 июня 1980 года.

## Некоторые научные публикации
- Skvortzov B. V. Die Eulgenaceengattung Trachelomonas Ehrenberg. — Harbin, 1925. — 101 p.

## Растения и водоросли, названные именем Б. В. Скворцова
- Skvortzoviella Bourr., 1968
- Skvortzoviothrix Bourr., 1972
- Diploneis skvortzovii Skab., 1936
- Geissleria skvortzowii Kulikovskiy, Metzeltin & Lange-Bert., 2012
- Gymnodinium skvortzovii J.Schiller, 1933
- Gyrosigma skvortzovii G.Reid, 2008
- Macropanax skvortsovii Ha, 1984
- Merostachys skvortzovii Send., 1995
- Monosiga skvortzovii D.C.Bicudo, 1983
- Spirogyra skvortzowii Willi Krieg., 1944
- Surirella skvortzowii K.I.Mey., 1930